# Lysiteles punctiger
Lysiteles punctiger là một loài nhện trong họ Thomisidae.
Loài này thuộc chi Lysiteles. Lysiteles punctiger được Hirotsugu Ono miêu tả năm 2001.